# Nizza-Alassio 1982
La Nizza-Alassio 1982, quarta edizione della corsa, si svolse il 25 febbraio 1982 su un percorso di 148 km. La vittoria fu appannaggio del francese René Bittinger, che completò il percorso in 4h01'12", precedendo il connazionale Pascal Guyot e lo svizzero Urs Freuler.

## Ordine d'arrivo (Top 10)
| Pos. | Corridore               | Squadra                    | Tempo    |
| ---- | ----------------------- | -------------------------- | -------- |
| 1    | René Bittinger          | Sem-France Loire-Mavic     | 4h01'12" |
| 2    | Pascal Guyot            | La Redoute                 | a 1'01"  |
| 3    | Urs Freuler             | Atala-Campagnolo           | a 2'33"  |
| 4    | Gilbert Duclos-Lassalle | Peugeot-Shell-Michelin     | ?        |
| 5    | Stephen Roche           | Peugeot-Shell-Michelin     | ?        |
| 6    | Giovanni Mantovani      | Famcucine-Campagnolo       | ?        |
| 7    | Pascal Simon            | Peugeot-Shell-Michelin     | ?        |
| 8    | Michel Demeyre          | La Redoute                 | ?        |
| 9    | Giuseppe Martinelli     | Selle San Marco-Wilier Tr. | ?        |
| 10   | Fiorenzo Favero         | Selle San Marco-Wilier Tr. | ?        |